# Home Island

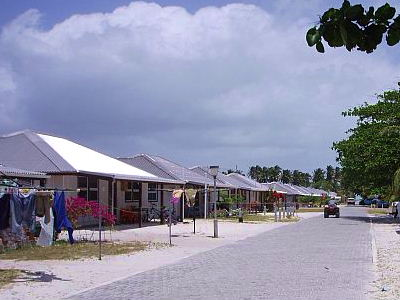
Vista de la vila de Bantam

Home Island, també coneguda localment com a Pulu Selma, és una de les dues illes habitades permanentment del total de 26 illes que componen l'atol meridional de les Illes Cocos, un territori extern d'Austràlia, dins de l'oceà Índic centre-oriental. Té una superfície de 95 hectàrees i conté la major població del territori, Bantam, amb una població d'aproximadament 500 persones, en la seva majoria del grup ètnic dels malais de Cocos. Les atraccions locals inclouen un museu sobre tradicions i cultura locals, flora i fauna, història naval australiana, i els primers propietaris de les Illes Cocos. Hi ha també un camí que condueix cap a Oceania House, que era la casa ancestral casa de la família Clunies-Ross, els anteriors governants de les Illes Cocos, i té una antiguitat de més d'un segle.

## Història
La família Clunies-Ross va viure a Home Island fins al 1978. Els seus treballadors havien de treballar a les plantacions de coco o als tallers, així com a magatzems per a la mercaderia importada. Com que a l'illa només es produïen copra i oli de coco, ambdós productes derivats del coco, i eren els únics productes aptes per a l'exportació, s'havien d'importar altres productes.

### Construccions històriques
Al costat de la pista d'aterratge de l'illa hi ha construccions que protegeixen la badia local i els arbres que l'envolten. Relacionats amb el negoci de la producció de copra, existeixen altres edificis com magatzems, coberts, tallers i una planta d'assecat de copra, a més de tallers per a la fabricació, el transport i el manteniment d'embarcacions.

## Educació
L'escola Cocos Islands District High School ofereix educació primària a Home Island. La majoria del personal docent viu a West Island, i viatgen diàriament als seus llocs de feina. Els estudiants de secundària van al campus de West Island.

## Patrimoni
A Home Island es poden trobar diferents emplaçaments considerats béns d'interès cultural:
- Captain Ballard's Grave[7]
- Jalan Kipas: Early Settlers' Graves[8]
- Home Island Cemetery[9]
- Jalan Panti: Home Island Foreshore[4]
- Jalan Bunga Mawar: Home Island Industrial Precinct[5]
- Jalan Bunga Kangkong: Oceania House[10]
- Jalan Bunga Mawar: Old Co-Op Shop[11]